# Mr. Busta
Kordik Zsolt (művésznevén Mr. Busta) magyar rapper.

## Pályája

### Kezdetek
1992-ben készítette el első lemezét a Turntable Terrorist Crew formációval, de korai munkái nem elérhetőek. A legelső megjelent Busta album az 1998-as Mit Tudsz Te Rólam?!.

### Da Flava Család
2000-ben Interfunkkal (ma Funktasztikus néven dolgozik) megalapították a Kamikaze formációt, a Da Flava Családdal dolgoztak. Busta itt ismerte meg Gameet, akivel később is tartották barátságukat.
2001-ben kiadták a Da Flava Katonák lemezét Da Flava Család címmel, ezen a Kamikaze két számban is közreműködött.
2002-ben kiváltak a családból, az első lemezük is ebben az évben jelent meg, ezen Mohamant, Dopemant és ellenfeleiket beefelve.

### Kamikaze
Rapformáció, melyet Interfunk és Busta alkotnak. Három lemez jelent meg, illetve a Nyócker! film zenei lemezén is 2 szám erejéig helyett kaptak. Az évek során 5 klipet adtak ki. A formáció 2000 és 2008 között működött. 2004-ben kiadták első nagylemezüket, az LP hatalmas sikert hozott. 2005-ben máris kiadták második lemezüket, Tragikomédia címmel. Rengeteg rapsláger született a korongról. 2008 májusában lejárt szerződésük a Magic World kiadóval, úgy döntöttek, szólóban tevékenykednek tovább.
Busta pályafutása ebben az időszakban egyre jobban felfelé ívelt. A Kamikaze Magyarország egyik legismertebb rapformációjává vált. A zenecsatornák sorra játszották a klipeket, több ezren vették a kiadványokat.

### Bustamafia
A Kamikaze feloszlása után, Busta szoló karrierbe kezdett és Mr. Busta néven tért vissza. Kiadót alapított Bustamafia néven. FankaDelivel dolgozott, 2008 végén megjelent szólólemeze: Pitbull, a NightChild Root stúdióban vette fel ingyenesen letölthető single trackjeivel együtt. A lemezen közreműködött többek közt Funktasztikus is.
2009 közepén kiadták az A Srácok a Putriból (A.S.A.P.) (Game, Mr. Busta) Legendák albumát. 2010. március 27-én Mr. Busta megalapította az RTM-et (Real Trill Music). A kiadóban az évek alatt sok ember fordult meg, és sokat változott az arculata.
2010-ben édesanyja, gyógyíthatatlan betegségben hunyt el 55 éves korában. Mr. Busta – Édesanyám km. Hibrid című számot neki írta.

### Az RTM 2014-2018-as fejlődése
2014 tavaszán az AK26 és Mr. Busta megalapították a Farkasok formációt. A formáció első száma a Farkasok című dal volt, ami 2014. május 12-én jelent meg. A legsikeresebb közös munkájuk a #apénzembeestélbele című szám. Ezután foglal helyet a Kötél, ESSEMM, Fura Csé és a Beerseewalk közreműködésével. Végül a dobogó harmadik fokán a már említett Farkasok áll. Nem sokkal ezután megalakult az "RTM New Line", ami kisebb, tehetséges előadók felfuttatásával foglalkozik.
2015 őszén Mr. Busta és Shawn megalakították a KENNEL33-at.
2015-ben megjelent Mr. Busta teljes diszkográfiája, illetve az összes RTM kiadvány az összes digitális platformon. (Deezer, iTunes, Spotify, Google Play)
2016 tavaszán Awful és Mr. Busta létrehozta a Hijos De Puta nevű formációt. Első videóklipjük május 15-én jelent meg. 
2016. augusztus 10-én Dee eN belépett a Kennel33-ba.
2017. december 28-án az AK26 ki lépett a kiadóból.
2018. február 13-án a kiadó nevét Busta "RTMGANG"-re változtatja. 

## Diszkográfia

### Kamikaze-val
| Év   | Album              |
| ---- | ------------------ |
| 2002 | Nomen Est Omen EP  |
| 2005 | Halálosan Komolyan |
| 2006 | Tragikomédia       |

### Szólólemezek
Nagylemezek
| Év   | Album                                       |
| ---- | ------------------------------------------- |
| 2008 | Pitbull                                     |
| 2010 | Játssz Az Anyáddal - Dupla CD               |
| 2011 | Az Ezerarcú Rapsztár                        |
| 2011 | A Fekete Bárány                             |
| 2011 | A Nevem Miszter                             |
| 2011 | Erő, Hatalom, Becsület                      |
| 2012 | Pitbull 2. - Dupla Lemez: - Kétszázegykettő |
| 2012 | XXX nóták                                   |
| 2013 | Mindenre Kész Vagyok                        |
| 2013 | Meghalni Jöttem                             |
| 2014 | Stilakill                                   |
| 2015 | The Rapfather, Vol. 1                       |
| 2016 | The Rapfather, Vol. 2                       |
| 2016 | The Rapfather, Vol. 3                       |
| 2019 | Pitbull, Vol. 3                             |
| 2019 | 2019.10.14                                  |
| 2020 | RTMX                                        |
| 2020 | Lowrider                                    |
| 2020 | King                                        |
| 2020 | Gang Gang                                   |
| 2020 | #azigéretmegszállottja                      |

Középlemezek / EP-k
| Év   | Album                               |
| ---- | ----------------------------------- |
| 2011 | Old School Shit                     |
| 2011 | Romantikus Kutyapóz                 |
| 2011 | Fuck New School (Kamion-nal)        |
| 2010 | Real Trill Music (Beef Story-val)   |
| 2012 | Közvetlen Bizonyíték (VIP Bonus)    |
| 2013 | Egyedül Jöttem... Egyedül Megyek... |
| 2015 | Savaskád (EP)                       |
| 2020 | "West (EP)"                         |

### Együttműködéses albumok
| Év   | Album                                 |
| ---- | ------------------------------------- |
| 2009 | Legendák (A.S.A.P. tagjaként)         |
| 2013 | Sose Felejts el (Promo) (Essemm-mel)  |
| 2014 | Farkasok EP (AK26-tal, mint Farkasok) |
| 2014 | Boros meg a Kordik (Essemm-mel)       |

### Válogatásalbumok
| Év   | Album               |
| ---- | ------------------- |
| 2014 | Featuring Mr. Busta |
| 2014 | 22 Lövés            |

### DVD
| Év   | Album                |
| ---- | -------------------- |
| 2013 | Video Collection DVD |

## Könyvek
- Szénégető Richárd: Mr. Busta – Közvetlen bizonyíték. RTM, Budapest, 2012. ISBN 9789630856065
- Horváth Gergely: Mr. Busta – Magadnak írod a sorsod. Athenaeum, Budapest, 2015. ISBN 9789632934976